# Simulium kurganense
Simulium kurganense är en tvåvingeart som först beskrevs av Rubtsov 1956.  Simulium kurganense ingår i släktet Simulium och familjen knott. Inga underarter finns listade i Catalogue of Life.